# Anadrymadusa modestalis
Anadrymadusa modestalis is een rechtvleugelig insect uit de familie sabelsprinkhanen (Tettigoniidae). De wetenschappelijke naam van deze soort is voor het eerst geldig gepubliceerd in 2010 door Koçak & Kemal.